# Nonnen fra Asminderød
Nonnen fra Asminderød è un cortometraggio muto del 1911. Il nome del regista non viene riportato nei credit del film.

## Produzione
Il film fu prodotto dalla Nordisk Film Kompagni.

## Distribuzione
In Danimarca, uscì in sala il 7 febbraio 1911.